# 65/64 Mod. 1939

## Storia
Verso la fine degli anni 1930 la Regia Marina avviò lo sviluppo di un nuovo tipo di cannone antiaereo ad alte prestazioni, con cui sostituire il precedenti pezzi da Ansaldo-Odero-Terni-Orlando 100/47 nelle varie versioni fino ad allora in uso, e le mitragliere Breda 37/54. Il nuovo sistema d'arma, sviluppato da Ansaldo,  fu presentato nel 1939, ed era caratterizzato dall'avere alta cadenza di tiro, fino a 20 colpi/minuto, sistema di caricamento automatico, velocità iniziale del proietto, che pesava 4.08 kg, era pari a 950 m/s, con gittata di 7.500 m e alzo fino ad 80°. Il progetto del 65/64 Mod. 1939, che vinse contro armi ancora più esasperate presentate da Breda e OTO, originariamente doveva avere una canna di 56 calibri, aumentata poi a 62 e infine a 64 calibri (4.164 mm). Superiormente alla canna vi erano due recuperatori, ed il movimento di rinculo garantiva il funzionamento del sistema di caricamento automatico. Per armare il primo colpo vi era una apposita leva, che veniva fatta ruotare all'indietro. Per mettere il cannone in punteria erano disponibili due postazioni laterali, poste dietro allo scudo a gradino, munito di due grandi feritoie che si aprivano ribaltandosi in avanti.
Del nuovo cannone vennero realizzati alcuni prototipi, e si passò alla produzione in serie, ma il sistema di caricamento automatico a bracci oscillanti non fu mai messo a punto. Il meccanismo che allineava il proiettile alla canna e lo introduceva nella camera di scoppio si rivelò irrealizzabile, così come quello di regolazione della spoletta a tempo, che doveva avvenire in tempi rapidissimi Dopo una messa a punto laboriosissima che escluse il caricatore automatico a favore di un caricamento manuale più lento, ma più affidabile, i primi 60 esemplari vennero consegnati nel marzo del 1943.
Le prime unità ad esserne equipaggiate dovevano essere gli incrociatori leggeri Classe Capitani Romani, 6 pezzi per nave, che però imbarcarono le mitragliere da 37/54 mm.  Altre unità destinate ad esserne dotate dovevano essere la portaerei Aquila, e la similare Sparviero, con 12 pezzi per nave. Tali unità si trovavano in vari stadi di allestimento nel porto di Genova, ma la cui costruzione venne interrotta nell'estate del 1943, e poi abbandonata in seguito alle vicende armistiziali dell'8 settembre 1943. Anche i due incrociatori antiaerei classe Etna, requisiti dalla Regia Marina dopo lo scoppio della seconda guerra mondiale, e originariamente destinati alla marina thailandese, dovevano imbarcare, oltre alle 3 torri binate da 135/45, anche 10 pezzi singoli da 65/54. Le due unità, Etna e Vesuvio, si trovavano al 60% dell'allestimento presso la rada di Trieste. Anche la corazzata Conte di Cavour, in riammodernamento a Trieste dopo la Notte di Taranto, avrebbe dovuto essere armata con 12 pezzi, ma l'unità non rientrò mai in servizio attivo. Formalmente adottato dalla Regia Marina già nel 1939, nessun esemplare del pezzo da 65/64 entrò mai in servizio sulle unità italiane.
Diversamente la Kriegsmarine, che si era impadronita di alcuni prototipi e di vari esemplari in diversi stadi di costruzione, che giacevano presso la Ansaldo e i depositi della Regia Marina, nel corso del 1944 decise di imbarcarli a bordo di alcune unità navali senza il dispositivo di caricamento automatico, sostituito da quello manuale. Tra le unità che ne furono equipaggiate vi era il pattugliatore Petsamo, impiegato nella scorta ai convogli costieri nell'Alto Tirreno.
Circa 55 esemplari vennero costruiti per i tedeschi, che stavano sviluppando un'arma concettualmente simile, il cannone 55/77 mm Gerät 58, pensato per impieghi contraerei sia terrestri che navali, ma del quale prima della fine della guerra vennero completati solo due prototipi. Tali armi risultavano meno potenti del cannone da 65/64 dato il calibro maggiore di quest'ultimo, rimasto tipico solo delle armi italiane.
Un esemplare destinato all'imbarco sulla portaerei Aquila è esposto presso il Museo tecnico navale di La Spezia.